# Primer tratado romano-cartaginés
El primer tratado romanocartaginés fue un tratado de amistad y asistencia recíproca entre estas dos potencias emergentes del Mediterráneo. No se sabe con certeza cuando fue sellado el pacto. Gracias a otros escritos se ha estimado que la fecha más cercana fue el año 508 o 507 a. C. Todo lo que se sabe de este tratado se basa en las anotaciones que hizo Polibio. 
Aunque no se dispone del texto del tratado, se sabe que se pactaron los siguientes puntos: 
1. Los romanos no podían zarpar de la costa norteafricana de "Cabo Bello" (algún punto al norte de la ciudad de Cartago, probablemente Cabo Harina). En caso de fuerza mayor, como una tempestad, se podía desembarcar en aquellas tierras, debiendo abandonarlas en el menor tiempo posible.
2. Los mercaderes romanos solo podían cerrar pactos comerciales en las zonas de influencia cartaginesa del norte de África y Cerdeña en presencia de funcionarios cartagineses.
3. En la parte cartaginesa de Sicilia (oeste de la isla), los mercaderes romanos serían tratados de la misma manera que los cartagineses.
4. Para los cartagineses no había ningún tipo de limitación de movimientos en la zona de influencia romana, pero los asaltos de los cartagineses a las ciudades romanas del Lacio quedaban prohibidos. También el avance de los cartagineses en las ciudades independientes del Lacio quedaba excluido. Si, por alguna razón, Cartago tenía que conquistar una ciudad independiente de esta localización, ésta debía ser entregada inmediatamente intacta a los romanos. Con eso se consiguió que las ciudades independientes del Lacio tuvieran que mostrar una colaboración estrecha y rentable con Roma. Además, ambas ciudades ofrecerían defensa mutua en caso de ataque de alguna de las otras potencias del Mediterráneo occidental.